# Politikåret 1815

## Händelser
- 1 februari - Mathias Sommerhielm efterträder Marcus Gjøe Rosenkrantz som Norges förstestatsråd.[1]
- 16 mars - Kungariket Förenade Nederländerna utropas.[2]

### Fotnoter
1. ↑  ”Norway” (på engelska). World Statesmen. http://www.worldstatesmen.org/Norway.htm. Läst 1 augusti 2015.
2. ↑  ”Netherlands” (på engelska). World Statesmen. http://www.worldstatesmen.org/Netherlands.htm. Läst 30 juli 2015.